# Johann Christoph Hanickl
Johann Christoph Hanickl auch Hahnnickel (getauft 1. Januar 1657 in Platten; begraben 7. Dezember 1729 ebenda) war ein böhmischer Unternehmer, Blaufarbenwerksbesitzer, Kommunalpolitiker, Stadtkämmerer und Ratsassessor.

## Leben
Johann Christoph Hanickl war der Sohn des Steigers Johann Hanickl († 1688) und dessen erster Ehefrau Sybilla († 1669). Er stammte aus einfachen Verhältnissen. Sein Vater zählte zu jenen Bergleuten, die in Folge der Gegenreformation nach dem Dreißigjährigen Krieg in Platten zurückblieben und zum Katholizismus konvertierten. Die Familie nahm in Platten ihren Anfang mit dessen Großvater, dem kurfürstlich-sächsischen Forstmeister Hanns Hanickl († 1664), der möglicherweise aus der Stadt oder Herrschaft Schwarzenberg stammte. 1686 lässt sich dessen Witwe Barbara als Exulantin in Johanngeorgenstadt nachweisen. Über den frühen Werdegang Hanickls ist nichts bekannt. Vermutlich war er zunächst als Bergmann tätig und begann später mit dem lukrativen Geschäft des Handels mit blauer Farbe. Der erwirtschaftete Wohlstand erlaubte ihm die Anstellung eigenes Dienstpersonals. 1685 heiratete Hanickl die Witwe Magdalena Müsel, Tochter des Bergmeisters Christoph Haas. Unter der Amtszeit seines Schwagers, des Stadtrichters Johann Poppenberger wurde er Mitglied des Rats. Von 1695 bis 1697 fungierte Hanickl als Stadtkämmerer.
Am 15. März 1700 verlieh ihm der Rat der Stadt eine unterhalb der Mahlmühle Zwittermühl gelegene neu erbaute Farbmühle, unter der Bedingung, dass man diese „zur Gemeindzechen Betrieb verwendet“. Die Mühle existierte bereits seit 1622, ging jedoch während des Dreißigjährigen Krieges ein. Das im 18. Jahrhundert in Privateigentum befindliche Blaufarbenwerk sollte bis zur Stilllegung Anfang des 19. Jahrhunderts in Besitz seiner Nachkommen verbleiben. Seit 1701 führte Hanickl den Titel Ratsassessor. Seine fünf Jahre ältere Frau Magdalena starb 1721. Nur wenige Monate vor seinem eigenen Tode 1729 verstarb sein ältester, gleichnamiger Sohn. Die Farbmühle erbte nunmehr sein einziger noch lebender Sohn Kilian Hanickl. Seine Stiefsöhne waren der Stadtrichter Georg Christoph Mießl sowie der Handelsmann und Ratsassessor Johann Paul Mießl. Der Sohn des Letzteren war der geadelte Oberamtsverwalter und Bergrat Johann Nepomuk Mießl. Johann Christoph Hanickls Enkelin Rosalia Hanickl heiratete den Putz von Breitenbach’schen Faktor des oberen Blaufarbenwerkes Ferdinand Jentsch; die Enkelin Maria Barbara Hanickl war verheiratet mit dem Heßler’schen Bergschreiber Ferdinand Helmich und die Enkelin Maria Veronica Hanickl mit dem Heßler’schen Faktor Wenzel Meyer. Die Mahlmühle Zwittermühl wurde seit 1721 von seinem Stiefenkel Christian Hartzer aus Jungenhengst betrieben. Zu seinen Urenkeln zählt u. a. der letzte Bergmeister von Platten Kajetan Putz.

## Familie
Johann Christoph Hanickl heiratete 1685 in Platten Magdalena, geb. Haas (1652–1721), Witwe des Fleischhauers Georg Müsel. Aus der Ehe gingen folgende Kinder hervor:
- Johann Christoph (1686–1729), Zolleinnehmer; ⚭ Maria Rosina Putz
- Anna Regina (1688–1750); ⚭ Johann Anton Seeling, Stadtrichter, Blaufarbenwerksbesitzer
- Anna Maria (*/† 1690)
- Johann Kilian (1691–1770), Blaufarbenwerksbesitzer; ⚭ Maria Veronica Seeling
- Maria Rosalia (* 1694)